# Parque Quinta Normal
Parque Quinta Normal är en park i Chile.   Den ligger i regionen Región Metropolitana de Santiago, i den södra delen av landet, i huvudstaden Santiago de Chile. Parque Quinta Normal ligger 536 meter över havet.
Terrängen runt Parque Quinta Normal är huvudsakligen platt, men åt nordost är den kuperad. Terrängen runt Parque Quinta Normal sluttar västerut. Runt Parque Quinta Normal är det mycket tätbefolkat, med 3 757 invånare per kvadratkilometer.. Närmaste större samhälle är Santiago de Chile, 3,7 km sydost om Parque Quinta Normal. 
Runt Parque Quinta Normal är det i huvudsak tätbebyggt.